# Rodzina Malavogliów
Rodzina Malavogliów (oryg. wł. I Malavoglia) – werystyczna powieść Giovanniego Vergi z 1881 r., pierwsza z planowanego cyklu pięciu powieści (ostatecznie ukończone zostały dwie).

## Okoliczności powstania utworu
Inspiracją dla powstania Rodziny Malavogliów był cykl powieściowy Rougon-Macquartowie francuskiego pisarza Emila Zoli. Verga zamierzał stworzyć podobny cykl opisujący realia włoskie. W jego planach w skład cyklu miało wejść pięć powieści: Ntoni, Mastro-don Gesualdo, Księżna Gargantes, Poseł Scipioni, Człowiek luksusu, zaś całość miała nosić wspólny tytuł Fala. Z czasem autor postanowił zmienić tytuł cyklu na Zwyciężeni, zaś pierwszej powieści nadać tytuł odnoszący się do całej rodziny bohaterów, a nie tylko do jednego z nich. 
W opowiadaniu Fantazja, zawartym w zbiorze Życie wśród pól, narrator tłumaczy jednej z bohaterek, dlaczego zainteresował się życiem sycylijskich chłopów. Krzysztof Żaboklicki uważa, że jego argumentacja powinna być traktowana jako pogląd samego Vergi wyjaśniający tło powstania powieści:

(...) odważne pogodzenie się z losem pełnym wyrzeczeń, ten kult rodziny, który promieniuje na wykonywany zawód, na dom, na otaczające go kamienie, wydają mi się (...) sprawami bardzo poważnymi i godnymi ze wszech miar szacunku (...). Wydało mi się, że dostrzegłem nieuniknioną konieczność w wytrwałych uczuciach tych biedaków, w instynkcie, który każe im trzymać się razem, aby stawić czoła nawałnicom życia; usiłowałem więc rozszyfrować nieznany, cichy dramat, który zakończył się klęską poznanych przez nas razem, plebejskich aktorów

Rodzina Malavogliów została opublikowana w 1881 w Mediolanie. 

## Treść

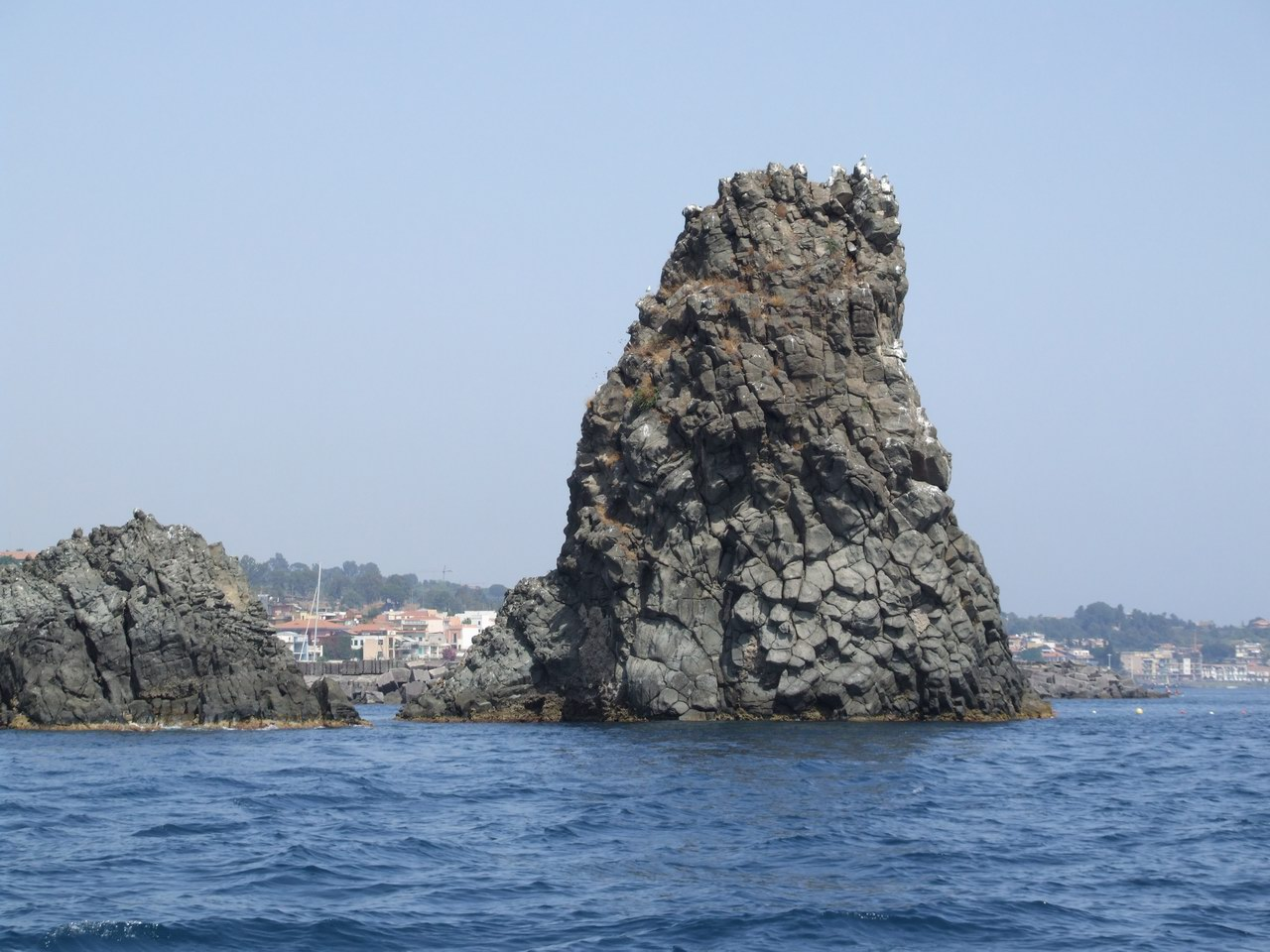
Widok wybrzeża w pobliżu wsi Aci Trezza, gdzie rozgrywa się akcja powieści

Akcja utworu rozgrywa się w sycylijskiej wsi Aci Trezza w
latach 50. i 60. XIX w. Głównymi bohaterami są przedstawiciele trzech
pokoleń rodziny Toscano, noszącej dziedziczne przezwisko
Malavoglia:
dziadek Ntoni, jego syn Bastianazzo i jego żona Maruzza oraz ich dzieci:
Ntoni, Luca, Filomena (Mena), Alessio (Alessi) i Rozalia (Lia). Od pokoleń
rodzina zajmuje się połowem i sprzedażą ryb na łodzi "Opatrzność" i
mieszka w domu pod nieszpułką. 
W momencie rozpoczęcia akcji dziadek Ntoni zostaje przekonany do
wykupienia na kredyt ładunku łubinu, który korzystnie sprzedany mógłby
przynieść Malavogliom znaczny zysk. Jednak w czasie przewozu wskutek
burzy łódź z łubinem tonie, a kierujący nią Bastianazzo Malavoglia
ginie. Rodzina, pozbawiona głównego żywiciela i łodzi, nie ma
możliwości terminowej spłaty długu. Przez kilka miesięcy Malavogliowie
uzyskują od wierzycieli odroczenie terminu spłaty, dzięki dobrej opinii,
jaką się cieszyli, utrzymują się z dorywczych prac najemnych, dziadek
Ntoni stara się doprowadzić do małżeństwa Meny z Brasim, synem
zamożnego gospodarza Fortunata zwanego Cebulą. Gdy udaje się wyłowić z
wody i wyremontować łódź, sytuacja rodziny zdaje się poprawiać. Ntoni
zaleca się do chłopki z tej samej wsi, Barbary, jednak dziadek nie
pozwala mu na ślub, zanim za mąż wyjdzie siostra; Mena, chociaż
zakochana z wzajemnością w ubogim woźnicy Alfiu Mosca, podporządkowuje się
woli dziadka. W dniu zaręczyn dziewczyny okazuje się, że jej brat, Luca,
odbywający służbę wojskową, zginął w bitwie pod
Lissą. Związek młodych zostaje zerwany. 
Mimo wszystkich wysiłków rodzina nie jest w stanie spłacać terminowo
długów i z rozpaczą opuszcza dom pod nieszpułką. Ntoni, odrzucony z
powodu ubóstwa przez Barbarę i jej matkę, rozgoryczony sytuacją
Malavogliów, zaczyna zastanawiać się nad wyruszeniem w świat. Na
krótko zatrzymuje go w domu choroba matki - Maruzza zaraziła się
cholerą w czasie epidemii. Po jej śmierci młodzieniec
opuszcza jednak dom, jednak wbrew swoim nadziejom nie udaje mu się
wzbogacić. Ntoni nawiązuje krótki romans z karczmarką Santuzzą, która
jednak odrzuca go ostatecznie jako darmozjada i alkoholika. Do
dorastającej Lii zaczyna zalecać się miejscowy żandarm, Michele. Przez
sympatię dla dziewczyny informuje Menę, że jej brat Ntoni dołączył do
miejscowej bandy przemytników. Rodzina nie jest jednak w stanie go
powstrzymać i młodzieniec zostaje aresztowany, oskarżony o przemyt i usiłowanie zabójstwa żandarma Michelego. Broniący Ntoniego adwokat usiłuje uzasadnić czyn młodzieńca osobistym zatargiem między nim a żandarmem, przyczyną którego miało być uwiedzenie Lii przez tego ostatniego. Słysząc te słowa, dziadek Ntoni doznaje ataku paraliżu. Lia ucieka z rodzinnego domu i ze wsi. Ntoni zostaje skazany na pięć lat więzienia. 
Dziadek Ntoni, nie mogąc pogodzić się z sytuacją, w której stał się ciężarem dla swoich wnuków Meny i Alessia, prosi woźnicę Alfia i młodą sąsiadkę Nunziatę o odwiezienie do przytułku w mieście. Tam też po pewnym czasie umiera. Alfio oświadcza się Menie, ta jednak odmawia; nie chce wyjść za mąż po tym, gdy jej siostra uciekła ze wsi i jak dowiedział się woźnica została w mieście prostytutką. Alessi żeni się z pracowitą i oszczędną Nunziatą, która po porzuceniu przez ojca jako nastolatka sama zaopiekowała się młodszym rodzeństwem i prowadziła gospodarstwo. Oboje po kilku latach odkupują dom pod nieszpułką, mają dzieci. Odwiedza ich powracający z więzienia Ntoni, odmawia jednak pozostania z nimi na stałe i odchodzi, rozmyślając nad przeszłością i swoim przyszłym losem.

## Cechy utworu
Znaczenie i sens powieści Verga starał się objaśnić w przedmowie do pierwszego wydania Rodziny Malavogliów. Stwierdził w niej, iż jego utwór jest studium dążenia ubogiej, lecz stosunkowo szczęśliwej rodziny do poprawy swojej finansowej sytuacji. Powieściopisarz podkreślał, że wątek dążenia człowieka do poprawy swego losu, które z czasem przeradza się w żądzę władzy i bogactwa, będzie rozwijał w kolejnych tomach planowanego cyklu. Ukazując codzienne życie w ubogiej rybackiej osadzie, Verga podkreśla znaczenie czynnika materialnego dla panujących w niej stosunków. Akcja dzieła zawiązuje się w momencie zawarcia przez dziadka Ntoniego transakcji - zakupu łubinu - która ma przynieść rodzinie dobrobyt. Uczciwość Malavogliów zostaje zestawiona z chciwością i nierzetelnością innych mieszkańców wsi (zwłaszcza ich kontrahenta, wuja Crocifisso). Już w momencie zakupu łubinu tytułowa rodzina zostaje oszukana, gdyż sprzedany im łubin jest nadgniły. Następnie Malavogliowie nie chcą korzystać z kruczków prawnych, by uchylić się od spłaty długów, w rezultacie tracą wszystko. 

### Technika narracji
W utworze zastosowana została specyficzna technika narracyjna, polegająca na rezygnacji z bezpośredniego opisu wydarzeń o zasadniczym znaczeniu dla akcji na rzecz przekazywania informacji o nich poprzez przytoczenie komentarzy i reakcji ich świadków. Powieść nie zawiera np. dosłownego opisu burzy na morzu, w której ginie Bastiano Malavoglia, a jedynie przedstawia zachowanie mieszkańców Aci Trezza obserwujących morze, ich złe przeczucia i wreszcie pewność, że łódź Malavogliów uległa zniszczeniu. Niekiedy wydarzenia mające wydarzyć się w przyszłości są sugerowane przez narratora, który opisując wypłynięcie Bastianazza podkreśla, że wypowiadane przez niego wówczas słowa są jego ostatnimi, jakie słyszała rodzina. Realia życia na wsi sycylijskiej oddawane są poprzez wierne relacjonowanie przebiegu rozmów miejscowych mieszkańców nawet na błahe tematy. Nie są one przy tym dokładnie przedstawiane w postaci dialogów, a w postaci "dialogowanych opowieści" (it. racconto dialogato), gdzie zmienność tematów i płynne, skojarzeniowe przechodzenie od problemu do problemu pozwalają domyślić się, że nie jest to wypowiedź jednej osoby. Narrator powieści stara się beznamiętnie, bez emocjonalnego zaangażowania relacjonować losy tytułowej rodziny. Są jednak momenty, w których pośrednio wyraża dla nich współczucie - zwłaszcza dla Meny Malavoglii, nieszczęśliwie zakochanej w woźnicy, którego nie może poślubić, gdyż dziadek wybrał dla niej innego narzeczonego.

### Tradycja jako najwyższa wartość
Rodzina Malavogliów przedstawia konflikt między tradycyjnym stylem życia, opartym na ciężkiej pracy i przywiązaniu do rodziny oraz miejsca urodzenia, a poszukiwaniem nowych sposobów życia i wzbogacenia się. Rzecznikiem pierwszej postawy jest dziadek Ntoni, który przeciwstawia się wszelkim próbom zmiany własnej sytuacji, nie wierząc w ich powodzenie. Z kolei jego wnuk Ntoni, który w czasie służby wojskowej mógł przyjrzeć się życiu w Neapolu, pragnie wzbogacić się, zmienić życie swoje i całej rodziny. Pod wpływem wiejskiego aptekarza zaczyna nawet nieśmiało popierać idee rewolucyjnego egalitaryzmu. Narrator jednoznacznie sugeruje jednak, że Ntoni w rzeczywistości marzy jedynie o szybkim wzbogaceniu się, by móc przestać pracować. 
Sympatia narratora i autora jest jednoznacznie po stronie dziadka Ntoniego. Verga głosi kult rodziny, tradycji, godzenia się z losem, nakazuje akceptować swoją pozycję społeczną. W momencie, gdy Malavogliowie próbują wykroczyć poza te zasady, handlując łubinem, zaczyna prześladować ich swoiste fatum: łódź o mówiącej nazwie Opatrzność tonie, gdyż jej właściciele zadziałali wbrew wyrokom Opatrzności. Młody Ntoni ponosi życiową klęskę i w finale przyznaje, że mylił się, przeciwstawiając się dziadkowi. Jego brat Alessi, który szedł za wskazówkami dziadka, jest tymczasem zarazem tą osobą, która rozpoczyna odbudowę dawnej pozycji rodziny. 
Tragiczne losy rodziny, która oprócz krzywd ze strony złych ludzi doznaje również ciosów wynikających ze zdarzeń losowych (np. śmierci Luki w czasie bitwy), odzwierciedlają pogląd Vergi na życie. Zdaniem pisarza życie musiało być pasmem cierpień; jedynie ludzie, którzy maksymalnie ograniczyliby swoje oczekiwania wobec niego, mogliby odnajdywać pewne szczęście.  

### Tło historyczne utworu
Rodzina Malavogliów rozgrywa się w drugiej połowie lat 60. XIX w., co jest możliwe do ustalenia dzięki licznym odniesieniom do wydarzeń historycznych: bitwy pod Lissą, epidemii cholery na Sycylii w 1867, wprowadzeniu powszechnego poboru i nowych podatków (fakt ten jest żywo dyskutowany we wsi), kryzysu tradycyjnego rybołówstwa - odwiecznego zawodu wielu Sycylijczyków. Verga odwzorowuje mentalność sycylijskich wieśniaków, którzy w większości nie poczuwają się do jedności z innymi mieszkańcami Włoch i interesują się wyłącznie wydarzeniami zachodzącymi w ich rodzinnej miejscowości. Opisując nieustanny spór polityczny między konserwatywnym proboszczem a aptekarzem-republikaninem przedstawia spory polityczne nurtujące społeczeństwo w okresie, w którym rozgrywa się akcja powieści. Szczególnie starannie pisarz przedstawił zwyczaje ludowe, zajęcia wieśniaków, na temat których zgromadził obszerną dokumentację. W powieści znalazły się opisy m.in. tradycyjnej stypy, rozdzielania włosów narzeczonej przed ślubem, obchodów święta Wniebowstąpienia. 

## Recepcja
Bezpośrednio po publikacji Rodzina Malavogliów została źle przyjęta przez krytykę, a przez wielu recenzentów wręcz zignorowana. Żaboklicki uważa, że stało się tak z powodu zbytniego nowatorstwa powieści. Późniejsi historycy literatury wypowiadają się o utworze jednoznacznie pozytywnie.